# Экспериментальный (Оренбургская область)
Экспериментальный — посёлок в Оренбургском районе Оренбургской области. Административный центр Экспериментального сельсовета.

## География
Посёлок располагается у реки Донгуз, фактически образуя с пос. Первомайский общее селение. в нескольких километрах от районного центра — Оренбурга.
Географическое положение
Расстояние до
областного и районного центра города Оренбург: 28 км.
аэропорта Оренбург: 41 км.
Ближайшие населённые пункты

Первомайский 1 км, Светлогорка 5 км, Чистый 11 км, Дружба (Соль-Илецкий район) 12 км
Часовой пояс
Посёлок Экспериментальный как и вся Оренбургская область, находится в часовой зоне МСК+2. Смещение применяемого времени относительно UTC составляет +5:00.

## История
Образованно село официально 18 марта 1932 года. Возникло как экспериментальное хозяйство Всесоюзного научно-исследовательского института мясного скотоводства. Первые эксперименты проходили на Первомайском опытным поле. Идею создания исследовательской организации при мясо-совхозе им. Первого Мая выдвинул профессор Семён Степанович Бажанов
24 сентября 2004 года, в соответствии с законом Оренбургской области № 1472/246-III-ОЗ пос. Экспериментальный возглавил образованное сельское муниципальное образование Экспериментальный сельсовет.

## Население
| 2002 | 2010  |
| ---- | ----- |
| 1788 | ↗1928 |

## Инфраструктура
Развитое сельское хозяйство.
В 1972 году построена школа на 200 учащихся.
Дом Культуры. 

## Транспорт
Выезд на федеральную трассу Р-239.
Ближайшая железнодорожная станция — Донгуз.